# 平田御駒
平田御駒（日語：ヒラボクロイヤル），是日本純種競賽馬匹。生涯主要出戰中距離賽事，曾於2007年勝出青葉賞。

## 出賽前
2004年3月15日出生於北海道浦河町辻牧場，成長途中被馬主公司平田牧場購入，其後交由栗東訓練中心練馬師大久保龍志訓練。

## 競賽生涯

### 2歲
2006年9月2日出戰札幌競馬場2歲新馬戰，比賽初段選擇於中團靠前位置等待時機，並於第四彎道進入直路時逐步上前，但最終仍然敗於對手取得第二。
其後不斷出戰2歲未勝利戰，但於四場賽事中均無法獲勝，取得兩亞一季的戰績。

### 3歲
2007年年初出戰3歲未勝利戰，本次比賽繼續採用前置戰術，搶佔有利位置下一直保持於第三，於第四彎道更主動發力取代前方賽駒成為前領馬。進入直路後，其仍然維持此前的走勢逐步加速，最終成功爆發出速度以2馬位優勢取得首勝。
其後出戰條件戰，並於山茶花賞及雪柳賞中分別以亞軍及冠軍完賽。
3月24日以每日盃作為目標，為其首次出戰分級賽。比賽開始後，其選擇於中團靠後位置緩慢推進，一直維持於約莫第十二左右的內欄遮擋位，並於通過彎道時候逐步取位。進入直路後，其迅速抽出中檔位置望空加速，但未能壓制位置相近的Namura Mars，以1 1/4馬位敗於對手取得第二。
稍為休養過後於4月下旬出戰青葉賞，本次比賽其繼續採用較為被動的戰術，於初段進佔第十四左右的中後方位置，但於對面直路末段進入第三彎道時開始發力上前。進入直路後，其成功突圍望空並展開衝刺，於進入全速狀態下轟出後600米34.4秒的速度，最終超越前方所有對手，以1馬位優勢率先衝線取得首個分級賽冠軍。
5月按照計劃出戰一級賽東京優駿（日本打吡），比賽開始後維持於中後方位置等待時機，於直路上其嘗試加速上前但未能成功，最終更因為進一步失速而以第十六大敗。
進入秋季後以神戶新聞盃作為首戰，然而未能在後方位置順利突破僅跑獲第七，出戰正賽菊花賞亦以第十落敗。
11月下旬挑戰日本盃，為其首次和年長馬匹對決，比賽途中嘗試以變奏加速的方式提早上前，然而於最後直路大幅失速，最終以第十六大敗。

### 4歲
2008年僅出戰兩場賽事中山金盃及日經新春盃，於其中分別獲得第八及第十五。
其後進入長期休養，未有出戰任何賽事。

### 5歲
經歷近一年的休養後，其於2009年3月復出出戰公開賽大阪城錦標，但無法順利衝出上前下以第十二落敗。
其後於公開賽福島民報盃及福島電視公開賽亦未能成功取得勝利，分別取得第六及第八，1星期後出戰一級賽寶塚紀念亦以包尾第十四完賽。
進入秋季後，其轉戰泥地賽事巴西盃，可惜仍然未能做出突破，最終跑獲尾三第十四的戰績。
有見及此，陣營決定安排其轉戰跳欄賽並進行相關訓練，在11月28日出戰障礙3歲以上未勝利戰。比賽開始後，其隨即搶佔先頭位置進行領放，於比賽途中一直最先跳過所有障礙，最終於直路上亦能維持速度衝刺，以7馬位優勢贏得第四場勝利。
然而完成以上賽事後，其再度進入長期休養，直接跳過6歲的生涯。

### 7歲
2011年12月復出出戰公開賽參宿四錦標，僅跑獲第十的戰績。

### 8歲
2012年年初其繼續於泥地賽事打拼，但於畢宿五錦標中仍然未能擺脱低潮，最終以第十四完賽。
其後於休養大半年後再度重返跳欄賽，出戰障礙3歲以上公開賽，一直維持於約莫第四位的位置推進下未能最大程度加速，最終以第四落敗。
完成以上賽事後，陣營決定安排其退役，並取消日本中央競馬會的賽駒註冊。

### 詳細賽績
| 日期       | 舉辦國家 | 馬場 | 距離   | 級別 | 賽事名稱          | 負重 | 騎師     | 馬號 | 出馬 | 名次 | 時間   | 頭馬（二馬）      |
| ---------- | -------- | ---- | ------ | ---- | ----------------- | ---- | -------- | ---- | ---- | ---- | ------ | ----------------- |
| 2/9/2006   | 日本     | 札幌 | 草1800 |      | 2歲新馬           | 54   | 武幸四郎 | 2    | 14   | 2    | 1:51.0 | Meiner Bijou      |
| 18/9/2006  | 日本     | 札幌 | 草1800 |      | 2歲未勝利         | 54   | 四位洋文 | 5    | 12   | 2    | 1:52.0 | Meisho Regalo     |
| 1/10/2006  | 日本     | 札幌 | 草1800 |      | 2歲未勝利         | 54   | 武幸四郎 | 3    | 14   | 3    | 1:52.3 | 飛翔蘋果          |
| 25/11/2006 | 日本     | 京都 | 草1800 |      | 2歲未勝利         | 55   | 武幸四郎 | 5    | 16   | 2    | 1:48.6 | Good Luck Hour    |
| 16/12/2006 | 日本     | 阪神 | 草1800 |      | 2歲未勝利         | 55   | 武幸四郎 | 2    | 17   | 7    | 1:48.4 | Shoryu Act        |
| 3/2/2007   | 日本     | 小倉 | 草2000 |      | 3歲未勝利         | 56   | 李慕華   | 6    | 13   | 1    | 2:01.9 | （Star Map）      |
| 17/2/2007  | 日本     | 京都 | 草2000 |      | 山茶花賞          | 56   | 李慕華   | 3    | 13   | 2    | 2:04.1 | Caught Euphoria   |
| 10/3/2007  | 日本     | 阪神 | 草2200 |      | 雪柳賞            | 56   | 武幸四郎 | 1    | 9    | 1    | 2:17.3 | （Metro Stein）   |
| 24/3/2007  | 日本     | 阪神 | 草1800 | GIII | 毎日盃            | 56   | 武幸四郎 | 7    | 14   | 2    | 1:48.2 | Namura Mars       |
| 28/4/2007  | 日本     | 東京 | 草2400 | GII  | 青葉賞            | 56   | 武幸四郎 | 11   | 18   | 1    | 2:26.3 | （Tosen March）   |
| 27/5/2007  | 日本     | 東京 | 草2400 | GI   | 東京優駿          | 57   | 武幸四郎 | 9    | 18   | 16   | 2:26.1 | 伏特加            |
| 23/9/2007  | 日本     | 阪神 | 草2400 | GII  | 神戶新聞盃        | 56   | 鮫島良太 | 15   | 15   | 7    | 2:25.6 | 夢之旅            |
| 21/10/2007 | 日本     | 京都 | 草3000 | GI   | 菊花賞            | 57   | 武幸四郎 | 1    | 18   | 10   | 3:05.9 | 淺草皇帝          |
| 25/11/2007 | 日本     | 東京 | 草2400 | GI   | 日本盃            | 55   | 後藤浩輝 | 13   | 18   | 16   | 2:27.2 | 賞月              |
| 5/1/2008   | 日本     | 中山 | 草2000 | GIII | 中山金盃          | 54   | 武幸四郎 | 9    | 16   | 8    | 2:01.3 | Admire Fuji       |
| 20/1/2008  | 日本     | 京都 | 草2400 | GII  | 日經新春盃        | 54   | 藤岡佑介 | 9    | 16   | 15   | 2:29.5 | 尊皇              |
| 8/3/2009   | 日本     | 阪神 | 草1800 | OP   | 大阪城錦標        | 56   | 松田大作 | 5    | 12   | 10   | 1:50.4 | Must Be True      |
| 12/4/2009  | 日本     | 福島 | 草2000 | OP   | 福島民報盃        | 56   | 松田大作 | 8    | 14   | 6    | 1:58.8 | Hokko Pas de Chat |
| 21/6/2009  | 日本     | 福島 | 草1800 | OP   | 福島電視公開賽    | 56   | 蛯名正義 | 14   | 15   | 8    | 1:49.8 | Toho Racer        |
| 28/6/2009  | 日本     | 阪神 | 草2200 | GI   | 寶塚紀念          | 58   | 鮫島良太 | 5    | 14   | 14   | 2:13.6 | 夢之旅            |
| 31/10/2009 | 日本     | 東京 | 泥2100 | OP   | 巴西盃            | 54   | 熊澤重文 | 12   | 16   | 14   | 2:12.8 | A Shin Moreover   |
| 28/11/2009 | 日本     | 京都 | 障2910 |      | 障礙3歲以上未勝利 | 60   | 熊澤重文 | 4    | 14   | 1    | 3:12.6 | （Forte Bellini） |
| 10/12/2011 | 日本     | 阪神 | 泥2000 | OP   | 參宿四錦標        | 56   | 熊澤重文 | 7    | 12   | 10   | 2:06.9 | King's Emblem     |
| 11/2/2012  | 日本     | 京都 | 泥1900 | OP   | 畢宿五錦標        | 53   | 熊澤重文 | 12   | 16   | 14   | 2:00.2 | Air McCool        |
| 8/7/2012   | 日本     | 中京 | 障3300 | OP   | 障礙3歲以上公開賽 | 60   | 北澤伸也 | 4    | 13   | 4    | 3:42.5 | Shigeru Juyaku    |

## 退役後
退役後，平田御駒並未成為配種馬，而是於兵庫縣三木市K T Stable休養，在2013年作為乘騎馬使用，同時亦有接受訓練出戰馬術賽事。
2020年，其被轉移至廣島縣一個牧場，繼續作為乘騎馬工作。

## 血統簡介
父系谷野美酒是1999年出生的日本馬匹，曾勝出東京優駿，亦在多場一級賽事中上名，因傷退役在社台牧場配種且子嗣成績不俗。祖父百仁時間爲美國賽駒，曾勝出當地二級賽，退役後在日本配種，和週日寧靜及東來兵被一同稱爲改變日本賽馬的三匹種馬。
母系Mars Violet為美國賽駒，生涯九戰全敗。外祖父淘金者爲美國著名種馬，於近代擁有巨大影響力，和加拿大種馬北地舞人被譽爲兩大改變世界賽馬的偉大種馬。

### 血統表
| 父線：雷弼圖系（Hail to Reason系）                                   |                               |                 |                |
| 種馬 谷野美酒 1999年（棗色）                                         | 百仁時間 1985年（深棗色）     | 雷弼圖          | Hail to Reason |
| 種馬 谷野美酒 1999年（棗色）                                         | 百仁時間 1985年（深棗色）     | 雷弼圖          | Breamalea      |
| 種馬 谷野美酒 1999年（棗色）                                         | 百仁時間 1985年（深棗色）     | Kelley's Day    | Graustark      |
| 種馬 谷野美酒 1999年（棗色）                                         | 百仁時間 1985年（深棗色）     | Kelley's Day    | Golden Trail   |
| 種馬 谷野美酒 1999年（棗色）                                         | Tanino Crystal 1988年（栗色） | Crystal Palace  | Caro           |
| 種馬 谷野美酒 1999年（棗色）                                         | Tanino Crystal 1988年（栗色） | Crystal Palace  | Hermieres      |
| 種馬 谷野美酒 1999年（棗色）                                         | Tanino Crystal 1988年（栗色） | Tanino Sea-Bird | Sea-Bird       |
| 種馬 谷野美酒 1999年（棗色）                                         | Tanino Crystal 1988年（栗色） | Tanino Sea-Bird | Flaxen         |
| 繁殖雌馬 Mars Violet 1988年（棗色）                                  | 淘金者 1970年（棗色）         | Raise a Native  | 天才舞者       |
| 繁殖雌馬 Mars Violet 1988年（棗色）                                  | 淘金者 1970年（棗色）         | Raise a Native  | Raise You      |
| 繁殖雌馬 Mars Violet 1988年（棗色）                                  | 淘金者 1970年（棗色）         | Gold Digger     | Nashua         |
| 繁殖雌馬 Mars Violet 1988年（棗色）                                  | 淘金者 1970年（棗色）         | Gold Digger     | Sequence       |
| 繁殖雌馬 Mars Violet 1988年（棗色）                                  | Spit Curl 1980年（棗色）      | 北地舞人        | Nearctic       |
| 繁殖雌馬 Mars Violet 1988年（棗色）                                  | Spit Curl 1980年（棗色）      | 北地舞人        | Natalma        |
| 繁殖雌馬 Mars Violet 1988年（棗色）                                  | Spit Curl 1980年（棗色）      | Coiffure        | Sir Gaylord    |
| 繁殖雌馬 Mars Violet 1988年（棗色）                                  | Spit Curl 1980年（棗色）      | Coiffure        | Style          |
| 雌系：號族：5-g                                                      |                               |                 |                |
| 五代內近親交配：Graustark 3×4、天才舞者 3×4、Nasuha 5×4、Turn-to 5×5 |                               |                 |                |

## 命名由來
名字中，Hiraboku（ヒラボク）為馬主平田牧場之冠名，就是牧場名字中「平」之訓讀及「牧」之音讀的結合，香港則翻譯為「平田」；Royal（ロイヤル）即是皇室，香港則加以聯想，翻譯為「御駒」。

## 外部連結
- 平田御駒 netkeiba.com
- 血統表 （页面存档备份，存于）